# Henry Armstrong
Henry Armstrong, rodným jménem Henry Jackson Jr. (12. prosince 1912, Columbus – 24. října 1988, Los Angeles) byl americký profesionální boxer. Profesionální dráhu začal roku 1931, od té doby absolvoval 181 zápasů, z nichž 151 vyhrál, z toho 101 knockoutem. Mezi 29. říjnem 1937 až 12. zářím 1938 držel titul mistra světa v muší váze, ve váze velterové titul mistra světa pak držel mezi 31. květnem 1938 až 5. říjnem 1940, kdy ho nahradil Fritzie Zivic, a mezi 17. srpnem 1938 až 22. srpnem 1939 byl mistrem světa ve váze lehké. Byl tak prvním boxerem historie, který držel mistrovský titul ve třech kategoriích současně. Kariéru ukončil roku 1946. V Harlemu si pak otevřel noční klub. Později se stal baptistickým kazatelem. Roku 1954 byl uveden do boxerské síně slávy.